# Kardinal Offishall
Kardinal Offishall (* 11. Mai 1976 in Scarborough, Toronto, Ontario; bürgerlich Jason Harrow) ist ein kanadischer Rapper.

## Biografie
Jason Harrow, dessen Eltern aus Jamaika nach Kanada eingewandert waren, wuchs in der Großstadt Toronto auf und begann bereits im Kindesalter mit dem Rappen. Im Alter von zwölf Jahren gewann er erste Wettbewerbe. Den „Kardinal“ in seinem Namen wählte er in Anspielung auf den französischen Kardinal Richelieu.
Mit 20 Jahren veröffentlichte er seine erste Single Naughty Dread, die ihm eine Nominierung für den kanadischen Juno Award in der Kategorie Rap einbrachte. Im Jahr darauf war er bei dem Hit Northern Touch der Rascalz vertreten, der eine große Bedeutung für den kanadischen Hip-Hop hatte.
2001 erschien das Album Quest for Fire: Firestarter, Vol. 1, das ihm den Durchbruch in seiner Heimat brachte. Es brachte mehrere erfolgreiche Singles hervor. Auch grenzübergreifend konnte er sich mit dem Album und der Single BaKardi Slang in den US-amerikanischen Hip-Hop-Charts platzieren. Heute gehört Kardinal Offishall zu den populärsten Hip-Hop-Musikern Kanadas.
2003 hatte Jason Harrow seinen ersten Erfolg außerhalb von Nordamerika, als er auf der Single Carnival Girl der schottischen Band Texas rappte und europaweit bekannt wurde. 2008 intensivierte er dann seine internationale Karriere und begann seine Zusammenarbeit mit internationalen Musikern wie Shawnna, Tyree, T-Pain, Estelle und Akon. Mit Unterstützung von Letzterem gelang ihm 2008 auch sein erster eigener internationaler Erfolg mit dem Titel Dangerous, der in Europa und den USA in die Charts kam.

## Diskografie

### Alben
- 1997: Eye & I
- 2001: Quest for Fire: Firestarter, Vol. 1
- 2005: Fire and Glory
- 2008: Not 4 Sale

### Singles
- 1997: Naughty Dread
- 1998: On wit da Show
- 2001: BaKardi Slang
- 2001: Ol’ Time Killin’ (feat. Jully Black)
- 2005: Everyday (Rudebwoy) (feat. Ray Robinson)
- 2006: Feel Alright
- 2008: Dangerous (feat. Akon)
- 2008: Numba 1 (Tide Is High) (feat. Rihanna)
- 2008: Numba 1 (Tide Is High) (feat. Keri Hilson)
- 2009: Clear!
- 2010: Body Bounce (feat. Akon)
- 2012: Turn It Up (feat. Karl Wolf)

### Features
- 1998: Northern Touch – Rascalz feat. Kardinal Offishall, Choclair, Checkmate & Thrust
- 2000: Money Jane – Baby Blue Soundcrew feat. Kardinal Offishall, Sean Paul & Jully Black
- 2003: Carnival Girl – Texas feat. Kardinal Offishall
- 2003: Block Reincarnated – Shawnna feat. Kardinal Offishall
- 2004: Baby Come On – Method Man feat. Kardinal Offishall
- 2005: Belly Dancer (Bananza) Remix – Akon feat. Kardinal Offishall
- 2008: Can’t Believe It Remix – Kardinal Offishall feat. T-Pain, 50 Cent & Lil Wayne
- 2008: Beautiful – Akon feat. Colby O’Donis & Kardinal Offishall
- 2008: Just Dance – Lady Gaga feat. Kardinal Offishall & Akon
- 2010: Freak – Estelle feat. Kardinal Offishall
- 2010: Boom Boom – D-Riley feat. Kardinal Offishall
- 2011: Ghetto Love – Karl Wolf feat. Kardinal Offishall
- 2016: Marching Bands – Neon Dreams feat. Kardinal Offishall (CA: Gold)